# Carex deweyana
Carex deweyana är en halvgräsart som beskrevs av Ludwig David von Schweinitz. Enligt Catalogue of Life ingår Carex deweyana i släktet starrar och familjen halvgräs, men enligt Dyntaxa är tillhörigheten istället släktet starrar och familjen halvgräs. Arten förekommer tillfälligt i Sverige, men reproducerar sig inte.

## Underarter
Arten delas in i följande underarter:
- C. d. collectanea
- C. d. deweyana
- C. d. senanensis